# Sainte-Hermine
Sainte-Hermine is een plaats en voormalige gemeente in het Franse departement Vendée in de regio Pays de la Loire en telt 2503 inwoners (2005). De plaats maakt deel uit van het arrondissement Fontenay-le-Comte.

## Geschiedenis
Sainte-Hermine is op 1 januari 2025 gefuseerd met de gemeente Saint-Jean-de-Beugné tot de gemeente Saint-Jean-d'Hermine.

## Geografie
De oppervlakte van Sainte-Hermine bedraagt 34,6 km², de bevolkingsdichtheid is 72,3 inwoners per km².

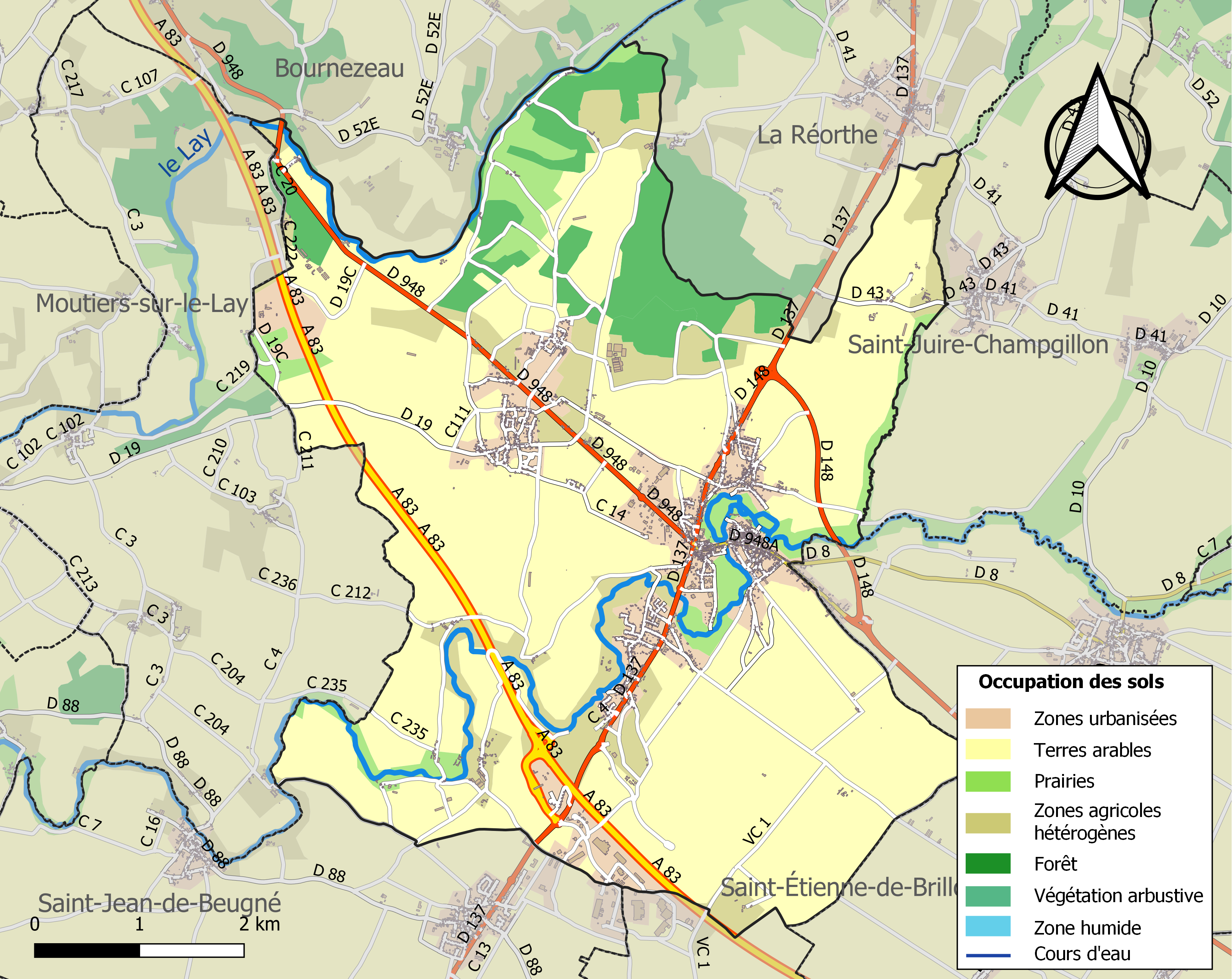
Kaart van de belangrijkste infrastructuur, bodemgebruik en omliggende gemeenten

## Demografie
Onderstaande figuur toont het verloop van het inwonertal.